# Bewbush
Bewbush är en ort i Storbritannien.   Den ligger i grevskapet West Sussex och riksdelen England, i den södra delen av landet, 50 km söder om huvudstaden London. Bewbush ligger 75 meter över havet och antalet invånare är 9 081.
Terrängen runt Bewbush är platt. Runt Bewbush är det tätbefolkat, med 383 invånare per kvadratkilometer. Närmaste större samhälle är Crawley, 3,0 km öster om Bewbush. I omgivningarna runt Bewbush växer i huvudsak blandskog.